# Polariton-Laser
Ein Polariton-Laser stellt eine Form von Laser dar, der die kohärente Natur eines Bose-Kondensats von Exziton-Polaritonen ausnutzt, um einen besonders energieeffizienten Laserbetrieb zu erzielen.
Das Konzept dahinter wurde bereits 1996 von Atac Imamoglu et al. erläutert und basiert auf einem der Bose-Einstein-Kondensation von Atomen sehr eng verwandten Effekt: Durch stimulierte Streuung wird eine große Zahl von bosonischen Teilchen (hier Polaritonen) in einem makroskopisch besetzten Quantenzustand gesammelt, dem sogenannten Kondensat. Das Kondensat von Polaritonen erzeugt letztlich kohärente Emission von Licht. Aufgrund dieser zu konventionellen Lasern sehr verschiedenen Funktionsweise ermöglicht der Polariton-Laser die Realisierung von Bauteilen mit einer deutlich reduzierten Leistungsaufnahme. Die typische Halbleiterstruktur für einen solchen Laser besteht dabei aus einer optischen Mikrokavität, die umgeben ist von Bragg-Spiegeln.
Eine frühe Demonstration polaritonischen Lasings und der Vergleich zum regulären Laser gelang H. Deng et al. unter optischer Anregung bereits 2003 an der Stanford-Universität (Polariton-Kondensation wurde später im Jahr 2006 von Kasprzak et al. auch vollständig mit Bose-Einstein-Kondensation in Verbindung gebracht). Die für den praktischen Nutzen von polaritonischen Lichtquellen entscheidende, erstmalige experimentelle Demonstration eines Polariton-Lasers unter elektrischer Anregung ist schließlich einem Forscherteam der Universität Würzburg mit ihren internationalen Kooperationspartnern gelungen.
Insbesondere die Unterscheidung eines Polariton-Lasers vom konventionellen (Photonen-)Laser gestaltet sich als schwierig, da die Emissionscharakteristika sehr ähnlich sind. Der Schlüssel liegt in der Materiekomponente des Polaritons, das sensibel auf ein Magnetfeld reagiert. Die Untersuchungen, die das Team in Würzburg seit der Idee zur Realisierung eines elektrischen Bauteils im Jahr 2007 nach wenigen Jahren in Kooperation mit internationalen Partnern in den USA, in Japan, Russland, Singapur, Island und Deutschland zu den gewünschten Effekten brachten, wurden schließlich um ein bedeutendes Experiment im Magnetfeld ergänzt: Dadurch konnte der Materieanteil der Emissionsmode im Polariton-Laserbetrieb eindeutig verifiziert werden, was zur erstmaligen experimentellen Demonstration eines Polariton-Lasers durch C. Schneider und A. Rahimi-Iman gemeinsam mit ihren Koautoren im Forscherteam von S. Höfling führte (veröffentlicht in Nature im Mai 2013).